# 嘎亥图镇
嘎亥图镇，是中华人民共和国内蒙古自治区通辽市扎鲁特旗下辖的一个乡镇级行政单位。

## 行政区划
嘎亥图镇下辖以下地区：
嘎亥图嘎查、呼和哈达嘎查、开荒嘎查、萨日哈达嘎查、桑根巴达嘎查、小嘎亥图嘎查、尼玛拉吉嘎查、吉布图嘎查、毛西盖嘎查、白音达巴嘎查、查嘎拉吉嘎查、查干宝力皋嘎查、阿拉坦宝力皋嘎查、乌兰巴达嘎查、塔拉宝力皋嘎查、原种场和好老林场。